# Katastrofa lotu Scandinavian Airlines 751
Katastrofa lotu Scandinavian Airlines 751 wydarzyła się 27 grudnia 1991 roku, 25 sekund po starcie ze sztokholmskiego lotniska Arlanda przestały pracować oba silniki samolotu McDonnell Douglas MD-81 międzynarodowych linii lotniczych Scandinavian Airlines. Maszyna rozbiła się 15 km od lotniska. Nikt ze 129 osób na pokładzie nie zginął.

## Samolot

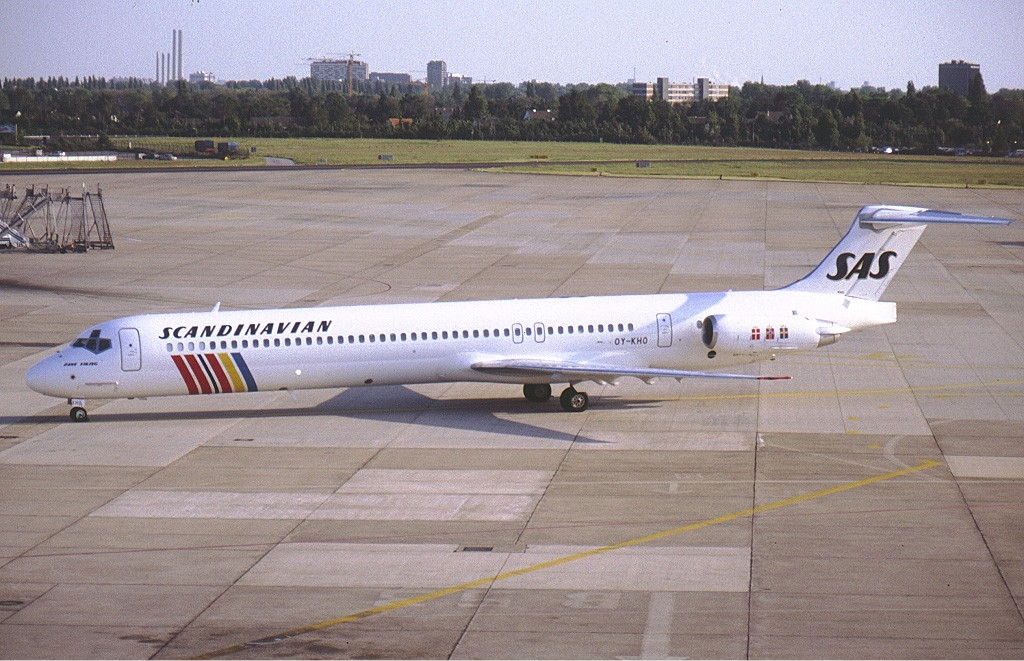
MD-81, który uległ katastrofie (nr rej. OY-KHO). Zdjęcie wykonano na lotnisku w Düsseldorfie w czerwcu 1991 roku.

Maszyna to McDonnell Douglas MD-81 amerykańskiego koncernu lotniczego McDonnell Douglas.

## Przebieg katastrofy
W przeddzień katastrofy samolot MD-81 przyleciał do Sztokholmu z Zurychu. Maszyna całą noc stała na płycie lotniska, co spowodowało zebranie się na niej 20 cm warstwy lodu i śnieżnej brei. 27 grudnia, w dniu katastrofy, kapitan Stefan Rasmussen po zewnętrznych oględzinach samolotu zlecił dwukrotne odlodzenie samolotu. Personel naziemny usunął lód i śnieg ze skrzydeł, choć miał z tym pewne problemy, gdyż warstwa była zbyt duża.
Po starcie z pasa 08, piloci usłyszeli dziwne dźwięki dochodzące od strony silników. Stwierdzili, że to wina sprężarki i kapitan zmniejszył ciąg, lecz stało się zupełnie odwrotnie. Moc silników wzrosła do pełnych 100%. Kilka sekund później oba silniki zatrzymały się. Kapitan próbował zawrócić na lotnisko Arlanda, ale uznał, że próba skrętu spowoduje przeciągnięcie, dlatego utrzymał maszynę na pierwotnym kursie. Do kabiny wszedł kapitan Per Holmberg, lecący jako pasażer, który pomógł załodze, m.in. włączył generator pomocniczy APU. Samolot bez mocy silników rozbił się na małej polance w lesie 15 km od lotniska. Kadłub przełamał się na trzy części. Nikt ze 129 pasażerów nie zginął.

## Przyczyny
Szwedzka komisja do spraw badania wypadków lotniczych SAIB stwierdziła w raporcie, że piloci postąpili poprawnie, a awarię spowodowały inne czynniki. Skrzydła zostały odlodzone niedokładnie. Co prawda pracownik SAS-u sprawdzał ich powierzchnię, ale tylko od strony noska, podczas gdy lód zgromadził się w dalszej części profilu. Pracownik nie miał schodków, dzięki którym mógłby wejść na skrzydło i dokładnie je sprawdzić. Gdy samolot oderwał się od ziemi, skrzydła ugięły się pod ciężarem samolotu, a lód oderwał się od skrzydeł i wpadł do silników, co spowodowało uszkodzenie wirnika wentylatora (pierwszego stopnia sprężarki silnika) i zmniejszenie ciśnienia powietrza wlatującego do komory spalania. W efekcie doszło do zadławienia się silnika przez odwrócenie kierunku ciągu (gorące gazy z komory poruszały się w kierunku sprężarki, a nie wylotu). Zazwyczaj w takiej sytuacji pomaga zmniejszenie ciągu – powoduje przywrócenie normalnej pracy, ale samolot wyposażony był w automatyczną kontrolę ciągu, która zwiększała ciąg wraz z wysokością, mimo manualnej redukcji przez załogę. SAS w ogóle nie wiedział o tej modyfikacji i załogi nie były szkolone w procedurach z jej zastosowaniem, choć informacje o tym systemie znajdowały się w materiałach dostarczonych przez producenta samolotu.
Komisja SAIB opublikowała swój raport w październiku 1993 roku.
Kapitan Stefan Rasmussen nigdy nie powrócił do latania.